# Ma che sera
Ma che sera è stato un programma televisivo della Rete 1 (l'odierna Rai 1), condotto da Raffaella Carrà e andato in onda per sei puntate dal 4 marzo al 22 aprile 1978, ogni sabato alle 20:40.

## Il programma
Lo show segnò il ritorno di Raffaella Carrà nella TV italiana dopo tre anni di tour e alcuni programmi realizzati per varie televisioni estere, e vide la show girl apparire per la prima volta a colori anche in Italia. Il programma, realizzato con grandi mezzi e costi, venne poi esportato in 36 nazioni, sfruttando la presa commerciale della soubrette, che in quel periodo stava riscuotendo molto successo in Europa e in America Latina.
La Carrà ritornò al sabato sera con un classico varietà, dove presentava, cantava e ballava sulle coreografie curate da Gino Landi (che del varietà fu anche il regista), affiancata anche da grandi ospiti internazionali.
Lo show, scritto da Gianni Boncompagni e Dino Verde, si ispirava a Gran varietà, spettacolo radiofonico di grande successo.

Raffaella Carrà in un balletto

La sigla iniziale Tanti auguri venne girata all'interno del parco a tema Italia in miniatura di Rimini, diventando immediatamente un successo internazionale con la celebre strofa come è bello far l'amore da Trieste in giù. Il programma vero e proprio, invece, venne registrato nello Studio 1 del CPTV di Via Teulada in Roma.
Il programma viene inoltre ricordato anche per essere stato l'ultimo a vedere le apparizioni di Bice Valori, morta nel 1980 a causa di un tumore, ed Alighiero Noschese, suicidatosi nel dicembre dell'anno successivo. I due, assieme a Paolo Panelli e Giorgio Bracardi, animavano gli spazi comici del programma: Noschese portava in scena le sue classiche imitazioni che lo avevano reso celebre e in ogni puntata c'era una sorta di biografia satirica di un diverso personaggio politico, introdotta da un celebre giornalista televisivo che era impersonato sempre dall'imitatore; la coppia Panelli-Valori si esibiva con lo sketch di TeleFamily, parodia delle allora nascenti televisioni private in cui appariva anche la loro figlia Alessandra; infine Giorgio Bracardi era presente con il suo personaggio Catenacci (già apparso nello show radiofonico Alto gradimento), un gerarca dell'era fascista che alla fine di ogni sketch bistrattava la Carrà (definendola troppo magra), il maestro Paolo Ormi (bollandolo come musicalmente incompetente) e talvolta anche qualche figurante tra il pubblico in studio.

### Ospiti
- Prima puntata: Johnny Dorelli
- Seconda puntata: Demis Roussos
- Terza puntata: Kim & The Cadillacs e il gruppo Acrobatic Rock
- Quarta puntata: Ornella Vanoni e Coro degli Alpini di Roma
- Quinta puntata: Boney M
- Sesta puntata: Banda della Marina militare italiana

## Polemiche sul caso Moro
Il programma, nato sotto i migliori auspici e con l'Italia che si stava sollevando dal pesante clima di austerity degli anni precedenti (simbolico fu l'avvio ufficiale, dopo cinque anni di sperimentazioni, delle trasmissioni televisive a colori della Rai, avvenuto l'anno prima, con dieci anni di ritardo rispetto a Francia, Gran Bretagna e Germania), austerità di cui Raffaella aveva già fatto le spese con l'ultima edizione di Canzonissima nel 1974, va in onda proprio durante i giorni del tragico rapimento dell'onorevole Aldo Moro da parte delle Brigate Rosse e per questo motivo non riesce ad ottenere il successo di pubblico tanto sperato, anche se, nonostante il poco gradimento, la trasmissione fu seguita in media da ben 23.600.000 telespettatori, classificandosi tra le più viste del 1978.
Questo fatto gravissimo e sconvolgente non fu sufficiente ad impedire la messa in onda del programma. La vicenda si prolungò per un periodo di tempo coincidente con quello delle puntate aggravando ulteriormente la situazione. In un'intervista a L'Espresso la Carrà dichiarò il suo tentativo con i dirigenti Rai di posporre o addirittura cancellare il varietà, senza riuscirci: Il giorno che rapirono Moro telefonai alla Rai e dissi "vi prego non mandate in onda il mio varietà". E invece andò in onda lo stesso. Rapivano Moro e io cantavo "Com'è bello far l'amore da Trieste in giù". Mi vergognai così tanto che non tornai più in Italia per molto tempo. (da L'Espresso 39/1999).
Nella realtà il programma, del quale erano già andate in onda le prime due puntate, venne comunque sospeso per due settimane. Sabato 25 marzo venne sostituito da una puntata del quiz "Scommettiamo?" di Mike Bongiorno e sabato 1 aprile dal telefilm "Un albero verso il cielo", per poi riprendere il sabato successivo, 8 aprile 1978.

## Censure

Il discusso balletto della suora-sexy, oggetto di censura parziale.

Raffaella interpretò con assoluta semplicità anche la canzone Luca, che parla del suo amore verso un ragazzo gay: un tema, l'omosessualità, allora considerato un vero e proprio tabù, con i dirigenti Rai che non approvarono tale esibizione.
Altra censura che colpì la soubrette fu quella riguardante un balletto della seconda puntata, assai audace per l'epoca: la Carrà vestita da suora con le gambe scoperte cantava su di una mela, mentre attorno a lei dei ballerini danzavano nudi, indossando solo calze e bombetta, coperti nelle parti intime da una seconda bombetta strategica. Si decise di mandare in onda ugualmente il balletto, dedicato ai Beatles, ma la sequenza di Raffaella in versione suora-sexy venne ripresa ad una distanza considerevole.
Tra le varie biografie politico-satiriche di Alighiero Noschese, ne fu realizzata una avente come protagonista proprio Aldo Moro, ma a causa del suo sequestro (tale biografia era stata realizzata e registrata diverse settimane prima del verificarsi di quei tragici fatti) fu ovviamente censurata e mai trasmessa, nemmeno a distanza di anni.

## Corpo di ballo
Il primo ballerino del varietà era Enzo Paolo Turchi, già al fianco di Raffaella Carrà in Canzonissima; nella quarta puntata del varietà furono invitati gli allievi della scuola di danza dello stesso Turchi, che si esibirono in un balletto assieme alla soubrette: tra questi ragazzi c'era anche una allora sconosciuta Lorella Cuccarini, all'epoca dodicenne, alla sua prima apparizione televisiva in assoluto.

## Cast tecnico
- Regia: Gino Landi
- Autori: Gianni Boncompagni, Dino Verde
- Scenografia: Cesarini da Senigallia
- Costumi: Luca Sabatelli
- Coreografie: Gino Landi
- Primo ballerino: Enzo Paolo Turchi
- Direzione musicale: Paolo Ormi
- Sigla iniziale: Tanti auguri, cantata da Raffaella Carrà
- Sigla finale: Amoa, cantata da Raffaella Carrà